# ナショナル・ランプーン/クリスマス・バケーション
『ナショナル・ランプーン/クリスマス・バケーション』（原題: National Lampoon's Christmas Vacation）は、1989年のアメリカ合衆国のコメディ映画。『ナショナル・ランプーン』シリーズの3作目である。

## キャスト
※括弧内は日本語吹替（VHS版）
- クラーク・グリスウォルド - チェビー・チェイス（羽佐間道夫）
- エレン・グリスウォルド - ビヴァリー・ダンジェロ（藤田淑子）
- オードリー・グリスウォルド - ジュリエット・ルイス（南杏子）
- ラスティ・グリスウォルド - ジョニー・ガレッキ（松本梨香）
- クラーク・グリスウォルド・シニア - ジョン・ランドルフ（大山高男）
- ノラ・グリスウォルド - ダイアン・ラッド
- アート・スミス - E・G・マーシャル（峰恵研）
- フランシス・スミス - ドリス・ロバーツ
- エディ・ジョンソン - ランディ・クエイド（増岡弘）
- キャサリン・ジョンソン - ミリアム・フリン（佐々木るん）
- ルビー・スー - エレン・ハミルトン・ラッツェン（矢島晶子）
- ロッキー - コディ・バーガー
- ルイス叔父さん - ウィリアム・ヒッキー（沢木郁也）
- ベサニー叔母さん - メイ・クエステル（丸山裕子）
- トッド・チェスター - ニコラス・ゲスト（喜多川拓郎）
- マーゴ・チェスター - ジュリア・ルイス＝ドレイファス
- フランク・シャーリー - ブライアン・ドイル＝マーレイ（水鳥鐵夫）